# Castillo de Kururi
El castillo de Kururi  (久留里城, Kururi-jō) fue un castillo japonés sito en Kimitsu, al sur de la Prefectura de Chiba, Japón. A finales del periodo Edo, el castillo Kururi era la sede de una rama del clan Kuroda, daimios del Dominio de Kururi. El castillo era también conocido como "castillo de la lluvia" (雨城, U-jō), porque cuenta una leyenda que durante su construcción llovió veintiún veces o, de media, una vez cada tres días.

## Historia
El castillo Kururi original era una fortificación construida en la cima de una montaña durante el periodo Muromachi por Takeda Nobunaga (1401-1477) y fue gobernado por sus descendientes, el clan Takeda Mariyatsu, a partir de 1540. Con la expansión del clan Satomi desde la Provincia de Awa durante el periodo Sengoku, Satomi Yoshitaka se hizo con el castillo, y lo usó como base de operaciones contra el clan Hōjō, que tenía su base en el castillo de Odawara. El clan Hōjō intentó infructiosamente tomar el castillo en varias ocasiones hasta que finalmente lo capturó en 1564. Tres años más tarde (1567) lo perdieron a manos del clan Satomi.
Tras la batalla de Odawara, Toyotomi Hideyoshi castigó al clan Satomi desposeyéndolo de sus territorios en la Provincia de Kazusa. Con la reubicación de Tokugawa Ieyasu a la región de Kantō,  éste asignó las fortificaciones de Kururi a uno de sus vasallos, Matsudaira (Ōsuga)  Tadamasa, y le nombró daimio del Dominio de Kururi (30.000 koku). Ōsuga Tadamasa construyó la mayoría de las fortificaciones actuales del castillo de Kururi, y estableció una ciudad aneja en su base. Tras la batalla de Sekigahara, el clan Ōsuga fue transferido al castillo de Yokosuka en la Provincia de Suruga, y fue reemplazado por el clan Tsuchiya con una reducción del estipendio a 20.000 koku. El dominio fue abolido en 1679, y el castillo de Kururi se convirtió en ruinas por abandono.
En 1742, se restableció el Dominio de Kururi. Kuroda Naozumi fue transferido desde el Dominio de Numata (Provincia de Kazusa) y reconstruyó las fortificaciones del viejo castillo. Sus descendientes continuaron gobernando el Dominio de Kururi hasta la restauración Meiji.

### El castillo hoy
En 1872, por orden del gobierno Meiji, se desmantelaron las estructuras supervivientes del castillo de Kururi. Los terrenos del castillo, que contenían restos de fosos, terraplenes y un pozo, se convirtieron en un parque el año 1955. La torre del homenaje que se puede contemplar hoy es una reconstrucción de 1979, erigida para fomentar el turismo. Fue construida pegada al basamento de tierra de la torre original. La torre del periodo Edo era un edificio de dos pisos y dos tejados, sin embargo la actual no es históricamente precisa, y tiene tres pisos interiores. El interior es un museo dedicado fundamentalmente a exposiciones de historia local.